# Kendži Honnami
Kendži Honnami (japonsko 本並 健治), japonski nogometaš, * 23. junij 1964.
Za japonsko reprezentanco je odigral tri uradne tekme.